# Международный автодром Кореи
Международный автодром Кореи (кор. 코리아 인터내셔널 서킷) — гоночная трасса, расположенная в уезде Йонам провинции Чолла-Намдо (400 километров южнее Сеула), Республика Корея, на которой прошёл дебютный Гран-при Кореи в сезоне 2010 года Формулы-1. Проект трассы оценивается в 264 миллиона $ (250 миллиардов вон), разработкой занимался немецкий архитектор Герман Тильке.

## История и география
Решение о проведении в Южной Корее этапа Гран-при Формулы-1 было принято в 2006 году, строительство трассы велось с 2007 по 2009 год.
Автодром расположился на юго-западе Кореи, в провинции Чолла-Намдо. Герман Тильке спроектировал не просто трассу с интересной конфигурацией, но и включил в проект целый развлекательный комплекс, дополнивший собой автодром. Предполагалось, что это повысит туристическую привлекательность района.
В уезде Йонам, где располагается автодром, вокруг национального парка гор Вольчхульсан, отличающегося красотой природы, располагается множество культурно-исторических объектов — таких как, например, Музей учёного Ванъин[уточнить], фольклорная деревня Курим, история которой насчитывает более 2200 лет, буддийский храм Тогапса в горах Вольчхульсан, Музей керамики и другие.
Первоначально предполагалось, что гонки Формулы-1 по существующим условиям будут проходить до 2021 года. Но из-за низкой популярности гонок у южнокорейских зрителей контракт между автодромом и организатором гонок после 2013 года продлевать не стали.

## Характеристики трассы
Длина гоночного круга составила 5,615 километр, длина гонки — 308,63 км, число кругов — 55, средняя расчётная скорость болида на трассе — 205 км/ч, а максимальная скорость может быть равна — 320 км/ч.
На Гран-при Кореи гонщики движутся против часовой стрелки. Сама трасса, длиной 5,45 километра, состоит из трёх прямых в начале трассы и большой связки сложных поворотов, по ходу движения пилотов. На самой длиной прямой, гонщики могут разгоняться до 325 км/ч.
Конфигурация трассы ставит команды на Гран-при Кореи перед сложным выбором, чему отдать предпочтение — большей скорости или прижимной силе.

## Изменения в конфигурации трассы

### Перед Гран-при 2013 года
После Гран-при Кореи 2012 года на трассе в Йонаме были произведены некоторые изменения. Так, организаторами был сделан новый выезд с пит-лейн, ранее находившийся в зоне внешней стороны начала первого поворота, что создавало определённый риск столкновения покидающих пит-лейн пилотов с пилотами, находящимися непосредственно в гонке. Для устранения этой опасности организаторы перенесли выезд с пит-лейн в сектор трассы, расположенный сразу за вторым поворотом. Подобное решение выезда с пит-лейн рассматривалось организаторами ещё до постройки трассы, но, по неизвестным причинам, было позднее изменено.
Помимо перестройки выезда с пит-лейн, на трассе в Йонаме были проведены и некоторые другие изменения: искусственная трава в зонах выхода из поворотов 1, 3, 10, 13 и 15 была заменена на более износостойкую, край обочины апекса восьмого поворота усилен бетоном, в апексах поворотов 4, 5, 9, 11, 13 и 14 были установлены новые ке́рбы (усиленные дорожные элементы, которыми выкладывают внешнюю и внутреннюю обочины в зонах поворотов трассы), призванные помешать пилотам срезать повороты.

## Победители Гран-при
| Сезон | Пилот             | Конструктор      | Трасса | Отчёт |
| ----- | ----------------- | ---------------- | ------ | ----- |
| 2013  | Себастьян Феттель | Red Bull-Renault | Йонам  | Отчёт |
| 2012  | Себастьян Феттель | Red Bull-Renault | Йонам  | Отчёт |
| 2011  | Себастьян Феттель | Red Bull-Renault | Йонам  | Отчёт |
| 2010  | Фернандо Алонсо   | Ferrari          | Йонам  | Отчёт |